# Berchères-sur-Vesgre

Berchères-sur-Vesgre este o comună în departamentul Eure-et-Loir, Franța. În 1 ianuarie 2022 avea o populație de 855 de locuitori.